# Richárd Barabás
Richárd Barabás (* 14. července 1987 Debrecín) je maďarský herec, politik, od roku 2019 místostarosta budapešťského XI. obvodu a od února 2024 spolupředseda Dialogu – Strany zelených.

## Biografie
Narodil se v roce 1987 v Debrecínu v tehdejší Maďarské lidové republice. Ve věku 19 let se přestěhoval do Budapešti, kde začal studovat herectví na Színház- és Filmművészeti Egyetem (SZFE), kde jeho ročník vedl László Gálffi. Od roku 2010 byl tři roky členem alternativního divadelního souboru HOPPart Társulat.

### Politická kariéra
V roce 2014 vstoupil do zeleného hnutí Dialog za Maďarsko. V roce 2016 byl zvolen do jeho předsednictva a roku 2018 se stal tiskovým mluvčím hnutí. Během komunálních voleb 2019 působil jako mluvčí stranického kolegy a kandidáta na primátora Gergelye Karácsonye. Dne 31. října 2019 se stal místostarostou pro kulturu a mezinárodní vztahy v zastupitelstvu budapešťského XI. obvodu zvoleného za levicovou koalici MSZP–Dialog. Od 17. února 2024 je spolupředsedou Dialogu – Strany zelených. Ve volbách do Evropského parlamentu v roce 2024 kandiduje na 7. místě kandidátní listiny Dialogu – Strany zelených.

### Soukromý život
Vedle rodné maďarštiny hovoří také anglicky, čínsky, francouzsky a italsky.
V roce 2015 na svém internetovém blogu a Facebookovém profilu veřejně proklamoval svou homosexuální orientaci.